# 名偵探柯南：異次元的狙擊手
《名偵探柯南：異次元的狙擊手》，是改編自日本漫画家青山剛昌漫画系列《名偵探柯南》的第18部剧场版，也是《名偵探柯南》漫畫20週年紀念作品，2014年4月19日在日本上映。截至5月18日，票房在第五週的收入為36億6591萬2100日元，創下歷屆柯南劇場版的新高紀錄。截至6月10日，票房收入突破40億日元，成為柯南第一部票房突破40億日元的劇場版。《異次元的狙擊手》日本區的票房結算為41.1億日元。超越上一部劇場版《絕海的偵探》的36.3億日圓，也是柯南劇場版連續六年突破30億大關。
該片亦獲得第38回日本電影金像獎最佳動畫片獎提名。

## 本作特色
- 沖矢昴、世良真純、朱蒂·斯塔琳、詹姆斯·布拉克、安徳烈·卡邁爾、赤井秀一首度於劇場版登場。
- 本作為首部有外語（英語）對白的劇場版。
- 本作中的「鈴木塔」（635公尺），原型即為晴空塔，高度略高於真實的晴空塔（634.0公尺）。[2]
- 本作證實沖矢昴和赤井秀一是同一個人，比漫畫file.893-898情節早公開。（冲矢昴與FBI長官詹姆斯·布拉克通話，關掉脖子上的變聲器後以赤井的聲音說：「收到」。）
- 本作有一幕世良真純住的飯店床上棉被是鼓的，暗示之後登場角色「領域外的妹妹」的存在。
- 本作牵扯到以神秘莫测，極具戰鬥力和震慑力而著称的美国海军特种部队“海豹突击队”。
- 60秒特报中犯人用狙击镜瞄准了柯南，并说到“高中生侦探工藤新一，游戏结束了！”，并出现世良试图为柯南挡子弹的镜头。难道犯人知道了柯南身份？柯南和世良又能否平安脱险？
- 因出演《海女》、《假面骑士Fourze》而人气高涨的新生代男演员苍汰将担任本作的客串声优。福士在片中饰演一位在日本开军事用品商店的原美军特殊部队的队员，挑战英语台词。他表示能出演从小就看的作品感到光荣。

## 宣傳標語
- 日文：
- 中文：「是…那個傢伙嗎！？」

- 日文：
- 中文：「工藤新一，遊戲結束了！」

- 日文：
- 中文：「正義的子彈貫穿夜空！潘朵拉之謎浮現眼前！！」

- 日文：
- 中文：「目標將會是誰！？超危險的真相即將揭開！！」

- 日文：
- 中文：「禁忌的真實之門，現在，聲音響起時開啟…！」

## 劇情介紹
以635米的高度為傲、可以俯瞰東京街景的鈴木塔（注：以現實中634米的東京晴空塔為原型）竣工。前往參加其開幕儀式的柯南等人，從眺望台上享受著絕美的景色。就在此時柯南發現對面大樓有閃光，隨後發現有人開槍並打穿了一個男人的胸膛。
柯南立刻利用追踪眼鏡的望遠鏡功能發現狙擊手後立即前往追擊，途中柯南碰上女高中生偵探世良真純，然後柯南搭上對方的摩托車追趕逃走的狙擊手，意想不到的是狙擊手居然連警察的巡邏車都一起炸掉。
隨後柯南和世良追蹤兇手來到碼頭，正要下車時卻被對方開槍射擊，雖然打中世良的頭盔但是正當兇手要對兩人開槍時，FBI的朱蒂等人即時趕來將兇手擊退。
柯南一行人來警視廳後，朱蒂等人受FBI總部所托，公佈嫌疑人疑似為前美國海豹部隊的提摩西.杭特，杭特原本是傑出的狙擊手，曾立下不少戰功被授予銀星勳章，但是被人舉發違背交戰守則而失去名譽與勳章，儘管事後杭特被判無罪，因他有汙點而被友軍孤立，還被人從頭部開槍。先前杭特來日本時也被黑心仲介欺騙而失去財產，他的妻子也因為服藥過量身亡以及妹妹被未婚夫拋棄後自殺讓他決心復仇。除去美國西雅圖的一名已經被殺的記者外，杭特在日本還有多名復仇目標，首先是欺騙自己的黑心仲介藤波宏明，而世良因委託調查此人證實他欺騙外國人購買房地產的事實。另外還有拋棄自己妹妹的日本人森山仁，以及美國前陸軍特種部隊上尉傑克·華爾茲和前美國陸軍比爾·墨菲中士兩人，後兩者是舉發他違反交戰守則的證人，這兩人剛好來到日本。警方在狙擊現場發現一顆彈殼和骰子。
而世良無意間在週刊調查到森山的資料且人在日本後隨即邀約柯南一同前往森山的家，但是兇手在遠方狙殺了森山，即使兩人來到狙擊地點後同樣發現骰子和彈殼，但兇手早已逃離現場。
幾天後又發生了狙擊事件，這次死的是杭特本人，警方透過杭特的日記發現有人搶先狙殺他的目標，所以誤以為杭特與對方對決反而被反殺，但是有發子彈一開始可以直接射殺卻打偏讓警方感到困惑。以防萬一柯南還是讓朱蒂將杭特的遺體司法解剖。
隨後柯南與世良調查期間時突然接到朱蒂等人與佐藤刑警的電話後，得知墨菲已經離開酒店搭乘火車會見駐日美軍顧問馬克·史賓賽，而剛好看到墨菲搭乘的火車即將到站，兩人才發現杭特的死只不過是讓墨菲放鬆戒備，然後以史賓賽的名義騙他前來，讓他搭乘指定好的班車和座位，兩人拼命阻止但是為時已晚，墨菲還是被兇手射殺，世良為保護即將被狙殺的柯南而中彈。
目暮警部與FBI在醫院找上柯南，並調查到杭特的日記是用來攪亂警方視聽的幌子，警方與FBI從少年偵探團拍攝的照片發現兇手在狙殺第一名受害者時杭特也在現場，加上先前杭特受傷雖然撿回一命，但是少數子彈遺留在腦部而從此再也無法狙擊，而杭特可能是共犯，因杭特自認已無藥可救後才故意製造對決的假象讓自己解脫，為了就是將兇手培訓成冷酷無情的狙擊手，但是兇手下手前猶豫了因此才打偏。
墨菲被殺後的某晚，真兇突然打給華爾茲威脅他前往淺草碰面，而華爾茲打算先下手為強於是暗地聯繫史賓賽，史賓賽則派司機卡洛斯.李將華爾茲需要的狙擊槍交給他，卡洛斯則說墨菲死前已經將當年的事全部用電子郵件寄給史賓賽，華爾茲妒忌杭特而設計陷害他，甚至派遣墨菲對杭特開槍。儘管華爾茲的行徑罪大惡極，但史賓賽要他必須阻止美國前軍人在日本犯罪。
柯南從少年偵探團製作的模型發現到骰子的意思，於是來到最後的狙擊點查看，原來骰子的用意就是要讓華爾茲看到星星，代表杭特被剝奪的名譽與勳章。另一方面，沖矢昴也在調查連環槍擊案，同樣察覺骰子的意思卻往狙擊地點不同的大樓去。而朱蒂打電話查到杭特還在西雅圖時有一名亞洲男子與杭特同住，柯南立即知曉兇手是前海軍陸戰隊的凱文.吉野。以前杭特多次救吉野的性命，而杭特被陷害時吉野也是唯一相信杭特的人，儘管大多證據被華爾茲與墨菲銷毀，但杭特與吉野認為華爾茲兩人脫不了關係。柯南即時發現吉野在鈴木塔打算狙殺華爾茲，華爾茲來到特定地點發現到星星後也瞭解用意，吉野開槍一瞬間柯南也即時用足球將華爾茲擊暈。吉野發現柯南阻礙他後怒不可遏的對他開槍，隨後卻被沖矢昴狙傷，吉野的狙擊槍被打壞後下樓打算過去殺害華爾茲卻碰上再次來取景的少年偵探團與小蘭、園子等人，陪同的園子則被擊暈，而小蘭被衝鋒槍壓制，剛好朱蒂與卡邁爾即時趕來，在柯南和沖矢昴的助攻下，小蘭將吉野揍了一頓替世良報仇，而朱蒂和卡邁爾順勢逮捕吉野。而沖矢昴與朱蒂上級詹姆斯彙報時用赤井秀一的聲音說：“了解。”
隨後新聞報導華爾茲所犯的罪行曝光後餘生只能在牢裡度過，而柯南也因為偷懶不做暑假作業被少年偵探團懲罰，而灰原主動監視柯南。

## 登場人物

### 原作角色
| 角色          | 配音       | 配音     | 配音     | 簡介 |          |
| 角色          | 日本       | 臺灣     | 香港     | 簡介 |          |
| 主要角色      | 主要角色   | 主要角色 | 主要角色 | 主要角色 | 主要角色 |
| ------------- | ---------- | -------- | -------- | --- | -------- |
| 江戶川柯南    | 高山南     | 蔣篤慧   | 周恩恩   | 本作品男主角，原高中生名偵探工藤新一，被黑暗組織的琴酒灌下毒藥而縮小身體變成小孩，後化名為江戶川柯南，寄住在毛利家中並暗中調查黑暗組織。                                         |          |
| 工藤新一      | 山口勝平   | 劉傑     | 李家傑   | 本作品男主角，原高中生名偵探工藤新一，被黑暗組織的琴酒灌下毒藥而縮小身體變成小孩，後化名為江戶川柯南，寄住在毛利家中並暗中調查黑暗組織。                                         |          |
| 毛利蘭        | 山崎和佳奈 | 魏晶琦   | 王夢華   | 本作品女主角，新一的青梅竹馬，運動神經發達，擅長空手道，曾獲得全國高中空手道關東大賽的冠軍。                                                                                     |          |
| 毛利小五郎    | 小山力也   | 曹冀魯   | 黃志明   | 小蘭的父親，英理的丈夫，私家偵探，外號沉睡小五郎，原刑警，辭職後在家開設毛利偵探事務所。                                                                                         |          |
| 灰原哀        | 林原惠     | 魏晶琦   | 陳子瑩   | 柯南的搭檔兼好友，本名宮野志保，原黑暗組織科學家雪莉。吃下毒藥而縮小身體，逃離組織後寄住在阿笠家中，並化名灰原哀。                                                               |          |
| 關鍵角色      |            |          |          | |          |
| 世良真純      | 日高法子   | 傅其慧   | 莊巧兒   | 本作劇場版「關鍵角色」之一。赤井一家的么女，從國外歸來轉學至小蘭的班級的女高中生，十年前曾經在沙灘與新一和小蘭見過面。自稱女高中生偵探，擁有敏銳的洞察力，聽力超常，善於截拳道。 |          |
| 赤井秀一      | 池田秀一   | 劉傑     | 李家傑   | 赤井家族的長男，FBI的情報員，左撇子狙擊手，擁有卓越的狙擊技術還精通截拳道。 |          |
| 沖矢昴        | 置鮎龍太郎 | 陳幼文   |          | 東都大學工科研究生，暫時寄住工藤家，柯南對其非常信任。在本作片尾前揭曉沖矢昴的真實身分。                                                                                         |          |
| 朋友相關角色  |            |          |          | |          |
| 阿笠博士      | 緒方賢一   | 徐健春   | 黃啟明   | 工藤家的鄰居兼好友，科學家兼發明家，會發明出一些道具讓柯南在案件中使用，在灰原哀逃離黑暗組織後收留她。                                                                           |          |
| 吉田步美      | 岩居由希子 | 傅其慧   | 莊巧兒   | 三人為帝丹小學一年級生，後來與轉學生柯南和灰原一同組成少年偵探團。 |          |
| 小嶋元太      | 高木涉     | 劉傑     | 陳志強   | 三人為帝丹小學一年級生，後來與轉學生柯南和灰原一同組成少年偵探團。 |          |
| 圓谷光彦      | 大谷育江   | 魏晶琦   | 顧詠雪   | 三人為帝丹小學一年級生，後來與轉學生柯南和灰原一同組成少年偵探團。 |          |
| 鈴木園子      | 松井菜櫻子 | 傅其慧   | 莊巧兒   | 小蘭的好友兼閨蜜，鈴木財團的二小姐千金，與京極真交往中。 |          |
| FBI相關角色   |            |          |          | |          |
| 詹姆斯·布拉克 | 家弓家正   | 劉傑     | 黃志明   | 以上三人為FBI探員，為柯南的協助者，負責搜查跟黑暗組織有關的情報。 |          |
| 茱蒂·史坦林   | 一城美由希 | 蔣篤慧   | 顧詠雪   | 以上三人為FBI探員，為柯南的協助者，負責搜查跟黑暗組織有關的情報。 |          |
| 安徳烈·卡邁爾 | 梁田清之   | 陳幼文   | 陳志強   | 以上三人為FBI探員，為柯南的協助者，負責搜查跟黑暗組織有關的情報。 |          |
| 警察相關角色  |            |          |          | |          |
| 目暮十三      | 茶風林     | 徐健春   | 黃啟明   | 警視廳搜查一課的警官（警部），曾是毛利小五郎的上司，經常在兇案現場要求部下調查相關證據。                                                                                         |          |
| 白鳥任三郎    | 井上和彦   | 曹冀魯   |          | 警視廳搜查一課的警官（警部），出身於豪門，與小林澄子是戀人關係。 |          |
| 綾小路文麿    | 置鮎龍太郎 | 曹冀魯   | 李家傑   | 京都府的警部，出身官宦家庭，外號貴族警部，辦案時常帶著「自己最好的朋友」斑紋松鼠。                                                                                               |          |
| 佐藤美和子    | 湯屋敦子   | 魏晶琦   | 陳子瑩   | 以上三人為警視廳搜查一課的刑警，佐藤為警部補、高木和千葉為巡查部長。 |          |
| 高木涉        | 高木涉     | 劉傑     | 李家傑   | 以上三人為警視廳搜查一課的刑警，佐藤為警部補、高木和千葉為巡查部長。 |          |
| 千葉和伸      | 千葉一伸   | 曹冀魯   | 陳志強   | 以上三人為警視廳搜查一課的刑警，佐藤為警部補、高木和千葉為巡查部長。 |          |

### 本作角色
| 角色                       | 配音                    | 配音          | 配音          | 簡介 |          |
| 角色                       | 日本                    | 臺灣          | 香港          | 簡介 |          |
| 本作要角                   | 本作要角                | 本作要角      | 本作要角      | 本作要角 | 本作要角 |
| -------------------------- | ----------------------- | ------------- | ------------- | --- | -------- |
| 提摩西·杭特 Timothy Hunter | 中井和哉                | 徐健春        | 李家傑        | 37歲。前美國海軍特種部隊「海豹部隊」的優秀狙擊手，狙擊能力僅次於赤井秀一，手臂上有骰子的刺青，曾在中東戰場狙殺敵軍79人，被授予銀星勳章。後來卻被同僚華爾茲與其手下墨菲陷害而失去所有名譽（英雄頭銜和銀星勳章），成為「有污點的英雄」；在遭遇戰爭傷害所苦後，投資房地產公司遇到黑心仲介而瀕臨破產，又面臨亲人去世的處境（妻子服用藥物過量身亡、妹妹被取消婚約而自盡），因此被FBI認為是連續狙撃事件的最大嫌疑人，直到被犯人所狙殺身亡時才洗清嫌疑，並在暗殺地點留下骰子點數兩點。事後在華爾茲的犯行被揭發並遭到逮捕後恢復名譽。被凱文稱呼「提姆」。 |          |
| 凱文·吉野 Kevin Yoshino    |                         | 曹冀鲁        |               | 32歳，日裔美國人。前美國海軍陸戰隊上士；退伍後在日本經營美式軍事用品店，通過特殊渠道販賣美軍淘汰裝備；與提摩西·杭特是摯交，曾在戰場上被杭特救過多次，與他交情很深，因此在銀星事件中認為杭特是無辜的。在杭特指導下成為本作連環狙擊兇殺案的真犯人。 |          |
| 傑克·華爾茲 Jack Waltz     | 帕特里克·哈伦           | 陳幼文        |               | 45歳。前美國陸軍特種部隊上尉，是剝奪提摩西·杭特勳章事件的主嫌，成為犯人最後的目標，骰子點數一點，最後事情真相被揭發遭到逮捕並判處無期徒刑。 |          |
| 馬克·史賓賽 Mark Spencer   | 大塚周夫                | 陳幼文        | 黃啟明        | 65歳。前駐日美軍橫須賀基地司令官，軍階少將；退任後成為駐日美軍顧問。 |          |
| 藤波宏明                   | 格雷格·厄文             | 曹冀魯        | 黃志明        | 40歳。不動產公司社長，從事黑市不法的房地產業務，當初介紹黑心不動產而導致杭特面臨破產危機，因此被犯人狙撃身亡，並在暗殺地點留下骰子點數四點。 |          |
| 史考特·格林 Scott Green    | 辻親八                  | 徐健春        |               | 43歳。前海軍士官長，曾經是「海豹部隊」狙擊手學校的教官，退任在日本經營機車店。之後因涉嫌掩飾提摩西·杭特的行蹤被逮捕。 |          |
| 比爾·墨菲 Bill Murphy      | 史蒂芬·海恩斯           | 曹冀魯        |               | 35歳。華爾茲的秘書，前美國陸軍中士，是剝奪提摩西·杭特勳章事件的關鍵證人和共犯。被犯人所狙撃射殺身亡，並在暗殺地點留下骰子點數五點。 |          |
| 卡洛斯·李 Carlos Lee       | 迈克尔·里瓦斯           | 劉傑          |               | 26歳，亞裔美國人。前海軍陸戰隊上士，是海軍陸戰隊有實力的狙擊手；退伍後任馬克·史賓賽的專屬私人司機。 |          |
| 其他配角                   |                         |               |               | |          |
| 森山仁                     | 置鮎龍太郎              | 曹冀魯        |               | 34歳。原姓安原，在網際網路上做私人不法進口業務，原本住在西雅圖，曾是杭特的妹妹的未婚夫，但是因移情別戀而取消婚約，導致杭特的妹妹為此自盡，為此被犯人狙撃身亡，並在暗殺地點留下骰子點數三點。 |          |
| 布萊恩·伍茲 Brian Woods    | 不適用                  | 不適用        | 不適用        | 西雅圖的新聞記者，曾撰写過關於提摩西·杭特一系列“有污点的英雄”的报道，疑似受傑克·華爾茲的唆使，讓杭特與他的妻子因此不堪其擾，因此在當地遭到犯人狙撃身亡。 |          |
| 赤星刑警                   | 赤星憲廣                | 陳幼文        | 黃啟明        | 警視廳捜査一課刑警，是负责调查于铃木塔发生的狙击事件的刑警。 |          |
| 美國人夫妻                 | Kurt Common 瑞秋·華爾澤 | 不適用        | 黃啟明 陳子瑩 | 鈴木塔遊客，藤波宏明為其介紹不動產。 |          |
| 警察                       | 松本大 岸尾大輔         | 陳幼文 劉傑   |               | 負責追擊鈴木塔狙擊事件的巡邏車警察。 |          |
| 評論員                     | 浦山迅 大西健晴         | 陳幼文 徐健春 | 黃啟明 陳志強 | 狙擊事件評論員。其中某位評論員說出「狙擊事件是隨機殺人」的發言，因此導致東京恐慌。 |          |
| 播音員                     | 蓮池龍三                | 劉傑          |               | 報導狙擊事件的男主播。 |          |
| 報導員                     | 柚木涼香                | 蔣篤慧        |               | 報導東京恐慌的女記者。 |          |
| 接待員                     | 甲斐田幸                | 魏晶琦        |               | 嫌犯狙擊森山仁所在大樓的前台接待員。 |          |
| 圖書館館員                 | 半場友恵                | 魏晶琦        | 王夢華        | 米花圖書館館員，由於閉館時間已到請世良離開。 |          |
| 列車廣播                   | 柳澤榮治                | 劉傑          |               | 比爾·墨菲乘坐列車的廣播。 |          |
| 刑警                       | 吉田眞                  | 徐健春 劉傑   |               | 京都府警，綾小路警部的部下，負責保護傑克·華爾茲。 |          |

## 歌曲
| 類別   | 曲名           | 作詞   | 作曲     | 編曲     | 演唱   |
| ------ | -------------- | ------ | -------- | -------- | ------ |
| 主題曲 | 愛的探照燈（ラブサーチライト） | 柴崎幸 | 内澤崇仁 | 内澤崇仁 | 柴崎幸 |

- 專輯於4月16日發售

## 工作人員
- 原作：青山剛昌
- 導演、分鏡：靜野孔文
- 劇本：古内一成
- 分鏡協力：寺岡巖、大畑晃一

《週刊少年Sunday》附贈的《名偵探柯南：異次元的狙擊手》主視覺海報。

- 演出：静野孔文、永岡智佳、古谷田順久、原田奈奈、关晓子
- 人物設定 / 總作畫監督：須藤昌朋
- 作品設計：小川浩
- 作画監督：牟田清司、堀内博之、清水義治、野武洋行、高橋成之、河村明夫
- 作画監督補佐：山中純子、岩井伸之、八崎健二、中島里惠、安藤義信、广中千惠美、岩佐裕子、平山智、大沢正典、橋本正則、池内直子
- 美術监督：涩谷幸弘
- 美術監督補：福島孝喜
- 色彩設計：加藤里惠
- 摄影監督、CG監督：西山仁
- 3D CGI監督：後藤優一
- 數碼光学録音：西尾昇
- 剪辑：岡田輝满
- HD編集：藤田育代
- HD編集助手：小須田一樹
- 英語翻译：大立目明子
- 英語監修：帕特里克·哈伦（日语：パトリック・ハーラン）
- 音响监督：浦上靖夫
- 音响监督助手：浦上慶子
- 音響制作：太田惠理子
- 混音：田中章喜
- 混音助手：小沼則義
- 音響效果:橫山正和、橫山亞紀
- 音乐：大野克夫
- 音樂製作人：近藤貴郎、大野久子
- 商品總監：小沼俊
- 故事編輯：飯岡順一
- 助理製作人：米倉功人
- 製作人：諏訪道彥、淺井認、石山桂一
- 動画製作：TMS/V1 Studio
- 「名偵探柯南 異次元的狙擊手」製作委員會 
  - 小学館
  - 讀賣電視台
  - 日本電視台
  - ShoPro
  - 東寶株式會社
  - TMS Entertainment
- 发行：東寶

## 票房
日本
- 首周04-19~04-20

首周以7億8933萬2300日圓的成績，65萬動員人數再度刷新柯南首周票房紀錄(上一部劇場版絕海的偵探首周票房為7億1656萬8268日圓)。可惜以三千七百多萬日圓的差距敗給冰雪奇緣位居第二。上映廳數為341間
- 第二周04-21~04-2

單周票房8億4208萬3114日圓，周末票房為4億6502萬3588日圓，敗給冰雪奇緣和羅馬浴場2位居第三
- 第三周04-28~05-04

單周票房15億4122萬9839日圓，周末票房為4億3542萬0120日圓。累計票房31億7264萬5253日圓。依然位居第三
- 第四周05-05~05-11

單周票房2億5019萬3192日圓，周末票房為1億6978萬6988日圓。名次再下滑一名，但即將超越上部劇場版絕海的偵探
- 第五周05-12~05-18

單周票房2億2027萬5114日圓，周末票房為1億2434萬6258日圓，累計票房36億4311萬3559日圓。位居第六名，成功超越上部劇場版絕海的偵探(36.3億)
- 第六周05-19~05-25

單周票房1億7848萬4927日圓，周末票房為8450萬4794日圓，位居第五
- 第七周05-25~06-01

單周票房9948萬0126萬，周末票房為5036萬1828日圓，位居第九。總票房已達39億2107萬8524萬，離40億相去不遠
- 第八周06-02~06-08

因出榜，故無資料
- 第九周06-09~06-15

周末票房為1677萬0522，累計票房40億2095萬3200日圓，正式突破40億日圓大關，成為柯南電影史第一部突破40億日圓的電影
- 最終票房為41.1億日圓

台北
- 首周07-12~07-13

首周票房已564萬新台幣位居第三
- 第二周07-14~07-20

單周票房為519萬新台幣，周末票房238萬新台幣，位居第四。累計票房1083萬新台幣
- 第三周07-21~07-27

單周票房為260萬新台幣，周末票房107萬新台幣，位居第九。累計票房1343萬新台幣
- 第四周07-28~08-03

單周票房為107萬新台幣，周末票房47萬新台幣，位居第十。累計票房1450萬新台幣
- 第五周08-04~08-10

單周票房為45萬新台幣，周末票房16萬新台幣，位居第十八。累計票房1495萬新台幣
- 第六周08-11~08-17

單周票房為22萬新台幣，周末票房8萬新台幣，位居第二十三。累計票房1517萬新台幣
- 第七周08-18~08-24

單周票房為13萬新台幣，周末票房6萬新台幣，位居第二十六。累計票房1530萬新台幣
- 第八周08-25~08-31

單周票房為10萬新台幣，周末票房4萬新台幣，位居第三十三。累計票房1540萬新台幣	
- 最終票房為1542萬新台幣

韓國
- 首周08-07~08-10首周票房為140萬4152美金，位居第五
- 單周票房145萬5657美金，周末50萬1285美金。位居第七

## 發行

### 影碟
日本
- DVD出租：2014年10月2日
- DVD發售：2014年11月26日
- 藍光發售：2014年11月26日

台灣
- DVD發售：2015年1月14日（發行商：普威爾）
- 藍光發售：2015年1月14日（發行商：普威爾）

香港
- DVD/VCD發售：2015年3月19日（发行商：新映影片）

### 書籍
| 冊數 | 小學館         | 小學館                 | 青文出版社     | 青文出版社        |
| 冊數 | 發售日期       | ISBN                   | 發售日期       | EAN               |
| ---- | -------------- | ---------------------- | -------------- | ----------------- |
| 上   | 2014年11月18日 | ISBN 978-4-09-125549-5 | 2015年11月19日 | EAN 4718016015463 |
| 下   | 2014年12月18日 | ISBN 978-4-09-125550-1 | 2015年11月19日 | EAN 4718016015456 |

## 相關電視節目
- 剧场版特典公映紀念SP《逃亡者·毛利小五郎》
  - 將於2014年4月23日在NOTTV手機電視台播出。改編自Vol.57 File.8 - 逃亡者，此話之前僅和OP 23《每一秒都Love for you》中的故事相似。本次是將其正式改編為動畫。

| 播放日        | 對應漫畫 | 副標題            | 劇本 | 配置     | 分鏡     | 演出 （演出助手） | 作畫監督 ［作畫監督補］ （總作畫監督） | 美術設定 |
| ------------- | -------- | ----------------- | ---- | -------- | -------- | ----------------- | -------------------------------------- | -------- |
| 2014年4月23日 | Vol.57   | 逃亡者·毛利小五郎 | -    | 鎌仲史陽 | 鎌仲史陽 | 鎌仲史陽          | 大友健一 ［岩井伸之］ ［永野美春］     | 高橋武之 |

- 剧场版联动TV 735《附帶暗號的邀請函》
  - 这集是本次剧场版的关联故事，于剧场版首映当天（2014年4月19日）在电视上播出。

## 其他
- 据柯南动画制作组成员堀内博之透露，海报中将出现“柯南与骑摩托车的人”，“这个骑摩托车的人是M18中的原创新角色”被证实是口误，实要表意为“这个骑摩托车的人是M18再登場的新角色”，即世良真纯。
- 本作在臺北的總票房於8月初正式超越《偵探們的鎮魂歌》，相隔八年再度創下歷屆劇場版在臺灣的新高紀錄。[8]

## 外部連結
- 互联网电影数据库（IMDb）上《名偵探柯南：異次元的狙擊手》的资料（英文）
- 名探偵コナン 異次元の狙撃手公式サイト - ウェイバックマシン（2014年6月14日アーカイブ分）
- 名探偵コナン 異次元の狙撃手 （页面存档备份，存于） - トムス・エンタテインメント
- 名探偵コナン 異次元の狙撃手 （页面存档备份，存于） - 東宝
- 名探偵コナン 異次元の狙撃手 （页面存档备份，存于） - allcinema
- 名探偵コナン 異次元の狙撃手 （页面存档备份，存于） - KINENOTE
- 名探偵コナン 異次元の狙撃手 （页面存档备份，存于） - 文化庁日本映画情報システム
- Detective Conan The Dimensional sniper （页面存档备份，存于） - オールムービー
- 名探偵コナン 異次元の狙撃手 （页面存档备份，存于） - 映画.com ウィキデータを編集
- 名探偵コナン 異次元の狙撃手 （页面存档备份，存于） - Movie Walker
- 名探偵コナン 異次元の狙撃手 （页面存档备份，存于） - シネマトゥデイ
- YouTube
  - 映画『名探偵コナン 異次元の狙撃手』特報 （页面存档备份，存于） - YouTube
  - 映画『名探偵コナン 異次元の狙撃手』予告編 （页面存档备份，存于） - YouTube